# Amarna Miller
Amarna Miller (Madrid, 29 de octubre de 1990) es una escritora, presentadora, creadora de contenido, activista y exactriz pornográfica española. Se define como creadora de contenido digital y creativa estratégica, sigue muy enfocada en su faceta como activista, dando charlas y escribiendo artículos y guías por los derechos de las trabajadoras sexuales. Su nombre es una combinación entre una región oriental del río Nilo llamada Amarna y del escritor Henry Miller.

## Biografía
Debutó en el cine X a los 19 años, en una película dirigida y producida por ella misma. Durante 5 años trabajó con su propia productora, Omnia-X.
En el plano personal, muestra gran interés por las antigüedades, la fotografía y los viajes alrededor del mundo. En uno de sus viajes, durante su estancia en Filipinas en septiembre de 2017, sufre un grave accidente de tráfico que le mantuvo inactiva una temporada.
Se declara abiertamente bisexual, se identifica con el poliamor y entre sus tendencias está el BDSM. No profesa ninguna religión y es una atea convencida. Ideológicamente, da su apoyo al partido político Más Madrid, dentro de la coalición Sumar (anteriormente a Podemos hasta 2017, cuando criticó a Pablo Iglesias)y muestra su admiración por el expresidente uruguayo José Mujica.
Utiliza su canal de YouTube como medio para transmitir ideas sobre sostenibilidad medioambiental y ruptura de estigmas. En dicho canal relata experiencias como vivir un mes en su furgoneta (donde finalmente optó por residir), no producir basura o no consumir productos de origen animal.
Desde marzo de 2018 tiene una página de Patreon, un sitio de micromecenazgo que le permite subvencionar sus vídeos y actividades, recompensando a sus seguidores con ventajas exclusivas.
A principios de 2017 dejó de rodar pornografía voluntariamente porque ya no le supone un reto y desea vivir experiencias nuevas. Es consciente de la dificultad de este nuevo camino debido al estigma que sufre por haberse dedicado al trabajo sexual, según sus propias palabras «Lo peor del porno no tiene que ver con el porno sino con cómo la sociedad entiende el sexo y el estigma constante al que tienes que enfrentarte».

## Carrera profesional

### Comienzos
Con 19 años crea la productora Omnia-X con la que empieza a realizar fotografías y más tarde vídeos.[cita requerida] Al cabo de un año, la empresa Abby Winters contacta con ella para rodar en Ámsterdam sus primeras escenas en un ámbito profesional. En 2013 cierra Omnia-X, termina sus estudios y comienza a rodar en Estados Unidos.

### Pornografía ética y feminista actual
Ha grabado más de 400 escenas de cine para adultos, trabajando con productoras como Private, Dorcel, Bang Bros, Erika Lust, Blacked o Sex Art, además de rodar cine erótico, artístico y autogestionado con Four Chambered Heart.
Se declara feminista y defensora del movimiento LGTB, lo que le ha llevado a ser objeto de polémica por mantener puntos de vista poco comprensibles para algunos sectores de la sociedad.

En mayo de 2016 dio una charla con las diputadas de Podemos Beatriz Gimeno y Clara Serra bajo el título “Sexo, porno y feminismo”, en la que declaró que el porno no se puede usar como educador sexual sino como reflejo de todo tipo de fantasías sexuales de hombres y mujeres. La presencia de una actriz porno en esta charla no fue bien vista por determinados círculos feministas.
Repite charla con Clara Serra en 2017, esta vez acompañadas del actor porno Aday Traun, en la Universidad Carlos III de Madrid bajo el  título “Pornografía y diversidad”. En esta ocasión  aprovechó para criticar algunos estereotipos de la industria pornográfica.
En una tercera ponencia con Clara Serra (“Torremolinos Antimachista”) junto a Eduardo Sierra, hizo un llamamiento a los hombres para que se unan a la lucha feminista y se enfrenten a los comportamientos machistas de sus congéneres.
A pesar de ser partidaria de una pornografía feminista, reconoce que trabaja en «una industria hecha por y para hombres» y que «si solo rodara porno feminista no pagaría ni media factura».
Otro concepto muy utilizado por ella es el de pornografía ética, basado en el respeto a los actores y actrices: salario, contratos, condiciones de trabajo, etc. En el festival Primera Persona de 2015 explicó que estos derechos están lejos de cumplirse, solo Estados Unidos tiene mecanismos de control y queja de estas situaciones. Continúa profundizando en este tema con dos charlas en el año 2017; la primera en la Sala Sentidos de Colombia y la segunda en Ames (La Coruña), en unas jornadas sobre Igualdad y Prevención de la Violencia de Género.

### Publicaciones
En 2015, publicó su primer libro llamado Manual de psiconáutica con la editorial Lapsus Calami, cuya profesionalidad y procedimientos de  edición han sido cuestionados públicamente tanto por ella como por otros autores.
Cuenta con el prólogo de Nacho Vigalondo, el epílogo de Luna Miguel y entrelaza poesía y fotografía. Ella lo define como «mi laberinto, mis recovecos, mi yo más interna».
También ha escrito el prólogo del libro @Alicia_hot de Alejandro Ruiz Morillas publicado por Esdrújula Ediciones, la reseña de contraportada del libro Post coño de Gaby Bess publicado por El Gaviero Ediciones (ambos en 2015) y el prólogo del libro X de Risto Mejide, publicado por Espasa en 2016.
En 2018 publica en formato digital La guía responsable para hablar del trabajo sexual en los medios, contiene entrevistas con Valérie May, Shirley McLaren y Natalia Ferrari. Esta guía trata de arrojar luz sobre la información que recibimos en los medios de comunicación sobre el trabajo sexual, para su autora una información que en demasiadas ocasiones reproduce ideas estereotipadas favoreciendo la discriminación de colectivos oprimidos.

### Polémicas
Fue portavoz y protagonista del polémico spot de promoción del Salón erótico de Barcelona 2016. El anuncio, llamado Patria y premiado con el León de Plata en el festival Cannes Lions, critica la doble moral española y finaliza con la frase «Vivimos en un país asquerosamente hipócrita, pero algunos no nos rendimos».
También ha sido polémico el uso de simbología cristiana en cortos como Lacrimarum de Nico Bertrand o The Inmaculate Heart  de Vex Ashley. En la portada de la revista Mongolia de marzo de 2016 posó emulando a la Virgen María.
En una entrevista de Youtube afirmó que «hay días que tienes que grabar una escena porno y quizás no te apetece pero lo haces porque es tu trabajo». Esta frase fue utilizada por sus detractores para acusarla de defender las relaciones sexuales no consentidas. Ella siempre se ha mostrado en contra del abuso sexual y ha realizado entrevistas con víctimas de este delito.

### Otros trabajos
En 2017 protagoniza su primera película convencional llamada Contigo no, bicho dirigida por Álvaro Alonso y Miguel Ángel Jiménez que fue presentada en el Festival de Málaga. Anteriormente, ya había realizado cameos en Cine basura: La película y El sulfato anatómico.
En septiembre de 2017, el Ateneo de Madrid presenta la exposición Art of Somoza del artista Iván M.I.E.D.H.O.  Amarna Miller participa como modelo principal y colabora con la primera bailarina del Ballet Nacional de España, Inmaculada Salomón y el escritor José Carlos Somoza.
En marzo de 2018, el retrato de Amarna Miller, Poder Alba, realizado por el artista Iván M.I.E.D.H.O., es una de las obras seleccionadas como principal y protagonista en la exposición Waiting for the Spring.

## Medios de comunicación
Ha intervenido, entre otros, en los programas de televisión: Al rincón de pensar (Antena 3), Deluxe (Telecinco), Late motiv,  La resistencia (Movistar+), The Zoo (LATV) y  Muy buenos días (RCN).
Trabaja como presentadora en Diario Vice de #0 de Movistar+ donde ha entrevistado al artista español Abel Azcona y al grupo musical Las Odio.
Ha sido entrevistada en los programas de radio: Carne Cruda (Radio Independiente), La era digital (Onda Cero), En radio 3... (Radio 3) y  A vivir que son dos días (Cadena SER).

Ha protagonizado en dos ocasiones la portada de Interviú  (2014 y 2016), y la portada de Primera Línea (2014 y 2017).
Además de aparecer en otras portadas (por ejemplo, Gaztezulo, Mongolia, Doze Magazine o Soho), le han dedicado artículos en diarios como 20 minutos o El Mundo.
También ha escrito sus propios artículos para El País de las Tentaciones y tiene una columna en el diario catalán Ara.
En medios digitales, ha concedido entrevistas para Jot Down, La caja de música o  FurorTV. Ha realizado charlas con Antonio Escohotado y Jorge Drexler, con el Colectivo Hetaira sobre trabajo sexual   y participó en el programa En clave tuerka (La Tuerka) con Clara Serra, Juan Carlos Monedero, Beatriz Gimeno y Rosa Cobo.

## Premios y nominaciones
- Premio TEA a la mejor actriz (2017)
- Premio Ninfa  a la mejor web personal (2015 y 2016)
- Premio Ninfa a la mejor actriz porno española (2014)
- Nominada a los Premios AVN a la Artista femenina extranjera del año (2016 y 2017)
- Nominada a los Premios TEA a la mejor escena TS del año (2016)
- Nominada a los Premios DDF a la BDSM sex goddess (2015)
- Nominada al Premio Ninfa a la mejor actriz porno revelación española (2013)